# L'Homme de la tour Eiffel
Pour plus de détails, voir Fiche technique et Distribution.
L'Homme de la tour Eiffel (The Man on the Eiffel Tower) est un film franco-américain réalisé par Burgess Meredith et sorti en 1949.
Il est tiré du roman de Georges Simenon La Tête d'un homme, paru en 1931, où apparaît pour la cinquième fois le commissaire Maigret.

## Synopsis
Un étudiant en médecine a été payé par un homme qui souhaite tuer sa riche tante. Un rémouleur est accusé à sa place, mais le commissaire Maigret a du mal à croire en sa culpabilité.

## Fiche technique
- Titre américain : The Man on the Eiffel Tower
- Réalisation : Burgess Meredith
- Scénario : Harry Brown  d'après le roman de Georges Simenon La Tête d'un homme ( A Battle of Nerves)[1]
- Musique : Michel Michelet
- Image : Stanley Cortez  Ansocolor tirage technicolor
- Cadreur : André Germain
- Montage : Louis Sackin
- Durée : 97 minutes (87 minutes pour la version DVD)
  - Type MGM-:Ansocolor  tirage Technicolor production France Gray films Belgique 5 continents
- Lieu de tournage : Paris
- Dates de sortie :
  - États-Unis : 12 décembre 1949
  - Canada : 19 janvier 1950

## Distribution
- Charles Laughton : Jules Maigret
- Franchot Tone : Johann Radek
- Burgess Meredith : Joseph Heurtin
- Robert Hutton : Bill Kirby
- Jean Wallace : Edna Wallace
- Patricia Roc : Helen Kirby
- Belita : Gisella Heurtin
- George Thorpe : Comelieu
- William Phipps : Janvier
- William Cottrell : Moers
- Chaz Chase : Waiter
- Wilfrid Hyde-White : le professeur Grollet
- Gabrielle Fontan : la mère
- Howard Vernon : un inspecteur de police

## Différences avec le roman
- Le mot Eiffel n'apparaît pas dans le roman.
- Radek et Heurtin fréquentent La coupole dans le roman ,  Les Deux Magots dans le film.
- Heurtin est livreur dans le roman,rémouleur dans le film.